# 揚·英格豪斯
揚·英格豪斯 FRS（荷蘭語：Jan Ingenhousz，1730年12月8日—1799年9月7日），荷蘭生理學家、生物學家與化學家。他廣為人知的最佳成就之一是發現光合作用，展現光為綠色植物吸收二氧化碳與釋放氧氣過程的必需要素。他也發現到植物有著如同動物一樣的呼吸作用。在他一生當中，最著名的事蹟是在1768年，成功為維也納哈布斯堡家族成員接種天花，隨後成為奧地利女大公瑪麗亞·特蕾莎的私人顧問與醫師。

## 生平

### 早年
出生背景為來自於芬洛的貴族世家英格豪斯家族（Ingenhousz）。16歲時英格豪斯在鲁汶大学就讀醫學知識，於23歲取得醫學士學位。後續在萊登大學花兩年時間上曾試作出萊頓瓶的學者彼德·馬森布羅克所教授之電學課程，課程結束後英格豪斯返回到故鄉布雷達有從事一些醫療上的試驗。

### 天花醫治
1764年英格豪斯的父親過世後，他開始在歐洲各處學習對抗天花的接種技術。在過去所認識的親友英國醫者約翰·普林格協助之下，英格豪斯習得新的接種技術後；1767年在赫特福德郡替700多名民眾進行接種。
1768年奧地利女大公瑪麗亞·特蕾莎透過約翰·普林格的消息，得知在英國有透過接種成功抵抗天花的事蹟後，對此技術產生了興趣。當時哈布斯堡君主國的醫療機構普遍對於接種抱持著反對態度，特蕾莎仍打算讓自身家族來一試。在普林格的推薦下，英格豪斯前往奧地利向特蕾莎的家族進行接種。在接種最後是成功的結果之下，英格豪斯被聘請為特蕾莎的私人醫療顧問且可留在奧地利生活。

### 光合作用發現
1771年在會見研究氣體的化學家約瑟夫·普利斯特里後，英格豪斯開始投入對於植物在氣體交換方面的研究。1779年英格豪斯發現植物在被光照到的情況下，會在綠色部位的器官發出氣泡；若在陰暗處，這個行為則會停止。
之後英格豪斯得知由植物所發出的氣泡為氧氣，若在無光的地方則會排出二氧化碳。並且發現植物在有光的情況下所排出的氧氣多於二氧化碳。此發現指出在生活四周的空氣並非僅來自於土壤。

### 其它

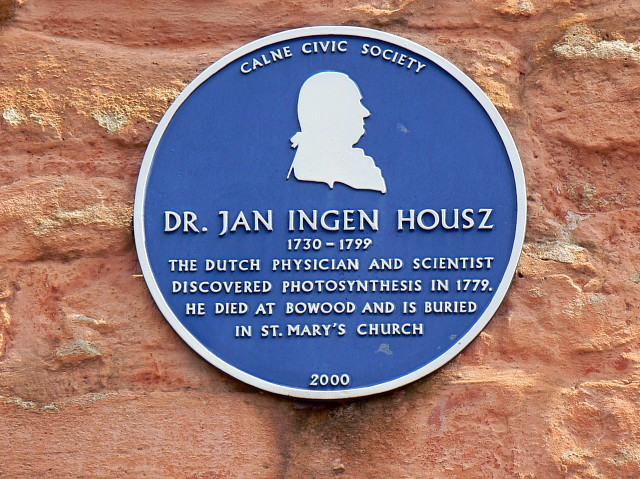
在卡恩的詹·英格豪斯紀念匾額。

英格豪斯在1769年獲得皇家學會的院士身份資格。他在1775年與阿加塔·瑪麗亞·雅坎（Agatha Maria Jacquin）結婚。
除了待在荷蘭與奧地利進行活動外，英格豪斯也曾前往法國、英國、蘇格蘭、瑞士等地工作。英格豪斯也有投入在電力、熱傳導方面領域的研究，並曾多次與班傑明·富蘭克林、亨利·卡文迪許等人往來。.
1785年英格豪斯曾提出在酒精表面上發現會有塵埃不規則運動的情況，此為後續由羅伯特·布朗所指出的布朗運動現象。

### 離世
1799年9月7日英格豪斯離世，死後在英國卡恩一帶的馬利亞墓地（St Mary the Virgin Churchyard）火化，英格豪斯的妻子也在他死後隔年離世。

## 紀念
2017年12月8日，Google變更其首頁的塗鴉，以紀念英格豪斯287歲冥誕。